# Малино
Малино или Малина (на македонска литературна норма: Малино) e село в централната част на Северна Македония, част от община Свети Никола.

## География
Селото е разположено в североизточните склонове на Градищанската планина на 25 километра северозападно от общинския център град Свети Никола.

## История
В началото на XX век Малино е българско село в Кумановска каза на Османската империя. През 1900 година според статистиката на Васил Кънчов („Македония. Етнография и статистика“) село Малино брои 364 българи християни.
Всички християнски жители на селото са под върховенството на Българската екзархия. Според статистиката на секретаря на Българската екзархия Димитър Мишев („La Macédoine et sa Population Chrétienne“) в 1905 година християнското население на Малино (Malino) се състои от 480 българи екзархисти и в селото работи българско училище.
В учебната 1907/1908 година според Йован Хадживасилевич в селото има екзархийско училище.
При избухването на Балканската война в 1912 година 7 души от Малино са доброволци в Македоно-одринското опълчение.
В същата година в селото влизат сръбски части и е установена сръбска власт. На 27 март 1913 година сръбският секретар на общината в Малино Данило Цекич изпраща писмо до поп Никола Иванов в Куманово с образец на молба до сръбския митрополит Викентий Скопски, в която селяните се обявяват за сърби:
| „ | Отче Никола, ти ще подпишеш това писмо, което ти изпращам, и след тебе ще трябва да го подпишат сопотските селяни, както и твоите енориаши: тръстеничани, пиесчани, станевчани, алканичени... За всяко село трябват двадесет подписа... Внимавай, кото тия, които ще подпишат да не избягат. | “ |

След Междусъюзническата война в 1913 година селото попада в Сърбия.
На етническата си карта от 1927 година Леонард Шулце Йена показва Малино (Malino) като българско християнско село.
По време на българското управление във Вардарска Македония в годините на Втората световна война, Атанас Петров Божинов от Кьойлия е български кмет на Малино от 8 юни 1943 година до 12 август 1944 година.
В 1994 година селото има 68, а в 2002 година – 45 жители.
Църквата в селото „Възнесение Господне“ е от османско време. Иконите в нея са от XIX век.

## Личности
Родени в Малино
- Ангел Малински (? – 1902), български революционер, деец на ВМОРО в Кумановско
- Георги Янев (1884 – 1905), български революционер от ВМОРО, четник на Велко Манов[10] и на Константин Нунков[11]
- Йордан Голев, български революционер, четник на Кръстьо Лазаров в 1914 година[12]
- Кита Бицевска (р. 1946), северномакедонска филоложка
- Милан Стефанов Вучков (1873 – след 1943), български революционер, деец на ВМОРО и ВМРО
- Теодос Анев или Янев (1886 – 1915), български революционер, деец на ВМОРО в Кумановско
- Теодос Арсенов, български революционер, деец на ВМОРО, четник на Кръсто Лазаров в 1915 година[13]